# Ревес, Имре

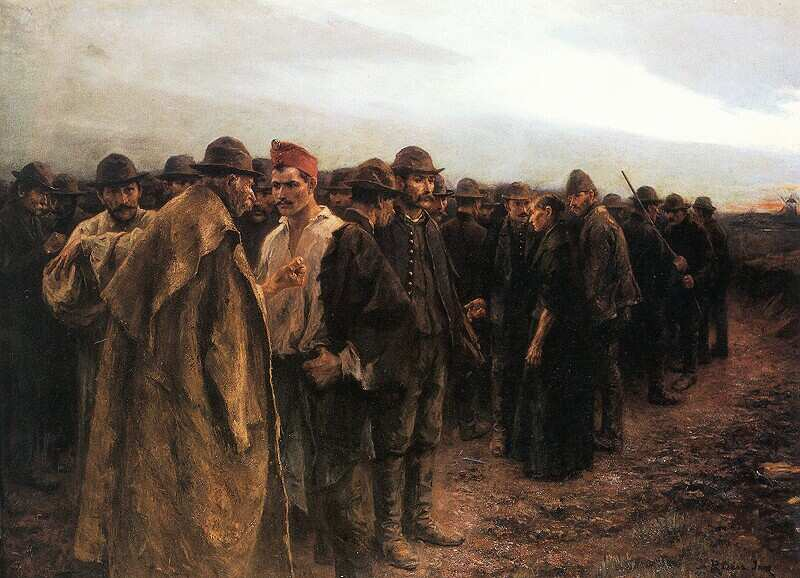
Художник Имре Ревес. «Panem!», 1899 г.

Имре Ревес (настоящее имя Имре Чебраи, венг. Révész Imre; 21 января 1859, Шаторальяуйхей, Земпленской жупы, Габсбургская монархия — 23 сентября 1945, г. Севлюш (ныне Виноградов Закарпатской области, Украины) — венгерский живописец, историк и педагог.

## Биография
Детские годы будущего художника прошли в Виноградове (в тот период — Севлюше) в Закарпатье, куда перебралась его семья. Здесь же Имре Ревес провёл и последние годы своей жизни.
Первым учителем Имре Ревеса был немецкий художник-педагог Кристиан Грипенкерль, который заметил талант ученика. Проучившись некоторое время в Будапеште, Ревес переезжает в Сату-Маре, где учился у Каролины Палны. Она тоже оценила талант молодого художника и
всячески его поддерживала. В 1875—1877 годах Ревес учился в Венской академии художеств на отделении живописи у Леопольда Карла Мюллера. За одну из своих первых больших работ «Первый вопрос» он получил академическую премию. В 1877—1878 годах Ревес продолжил учёбу в Будапештском училище натурного рисунка, который позже был реорганизован в Венгерскую художественную Академию. В 1878—1882 годах вернулся в Австрию в Венскую академию художеств.
Позже Имре Ревес в Париже (1882-84) учился и работал в художественной мастерской-студии своего знаменитого земляка Михая Мункачи. За картину «Корчма» Имре Ревес был награждён премией им. М. Мункачи в сумме 6000 франков. В 1887 году он закончил свою монументальную картину «Шандор Петёфи среди народа», которую купил Лондонский Художественный Музей.
На протяжении 1904—1921 годов Имре Ревес — профессор Венгерской Академии Искусств. Среди его учеников были будущие основатели закарпатской школы живописи Адальберт Эрдели, Иосип Бокшай, Э. Грабовский.
С 1921 года И. Ревес жил и творил в Севлюше. Одновременно до 1932 года был руководителем художественного общества в г. Кечкемет, куда постоянно до 1939 года приезжал на пленэр.

## Творчество
Один из самых выдающихся и талантливых представителей демократического критического реализма в венгерской живописи конца XIX — началу XX ст. В своём творчестве Имре Ревес, в основном, с большой любовью изображал реалии повседневной жизни, в частности, драматические сюжеты на полотнах «Скандал в корчме», «Именем закона». За картину на эту тему «Дезертир» (1887) он получил бронзовую медаль на Всемирной выставка в Париже 1889 года. В своём творчестве правдиво отражал существенные стороны жизни народа, её характерные явления, создавал произведения, проникнутые национально-освободительными идеями («Петёфи перед боем», 1896; «Требуем хлеба!», 1899;).
Исторические картины Имре Ревеса посвящены, в большинстве, важнейшему событию венгерской истории — национальной революции 1848—1849 годов, и её главному руководителю Шандору Петёфи, к которой Имре Ревес постоянно возвращался в своём творчестве. Самыми известными, кроме «Шандор Петёфи среди народа», являются картины «Петёфи перед боем» (1896), «Петёфи в лагере Бема».
Автор ряда жанровых сцен («Трудно», «Под шатром», «Требуем хлеба»), которые передают драматизм и силу социального протеста, иллюстраций к поэзии Ш. Петёфи, офортов, рисунков и других произведений. Работы Ревеса стали классикой венгерского искусства.

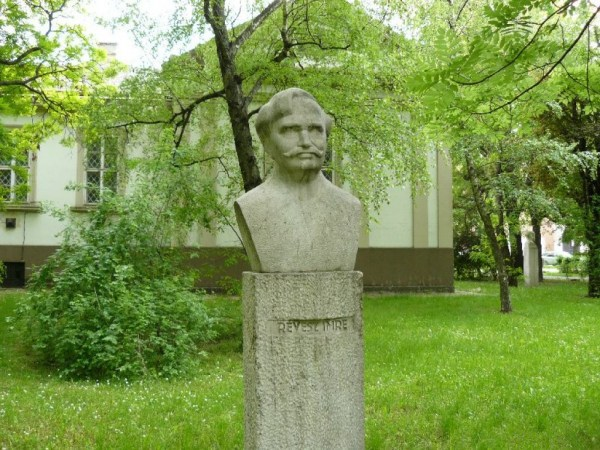
Бюст Имре Ревеса в г. Кечкемете

Умер Имре Ревес в г. Севлюше (Виноградово) 23 сентября 1945 года, где и похоронен.
В 1968 году в Кечкемете в честь художника был установлен его бюст.